# Botho Laserstein
Botho Laserstein (* 31. Juli 1901 in Chemnitz; † 9. März 1955 in Düsseldorf) war ein deutscher Richter und Publizist.

## Leben
Laserstein, Sohn eines jüdischen Kaufmanns aus Chemnitz, wuchs in Berlin auf, wo er nach dem Abitur Rechts- und Staatswissenschaften studierte. Nach Abschluss des Studiums promovierte er 1925 an der Universität Halle und ließ sich danach als Rechtsanwalt in Berlin nieder. Er schrieb für die Weltbühne und verfasste zahlreiche zeitkritische Schriften. Wegen seiner „nichtarischen Abstammung“ verlor er im Mai 1933 die Zulassung als Anwalt. Er emigrierte zunächst in die Tschechoslowakei, 1934 dann nach Frankreich, wo er sich als Deutschlehrer durchschlug. 1936 wurden ihm die deutsche Staatsbürgerschaft und der Doktorgrad aberkannt. 1939 konvertierte er zum Katholizismus und verbarg sich nach dem Einmarsch der Wehrmacht in der Benediktinerabtei En-Calcat in Dourgne (Département Tarn). Von 1940 bis 1951 arbeitete er als Gymnasialprofessor an katholischen Internaten in Frankreich, zuletzt in Dijon. Seine gesamte Familie – Eltern, Bruder, Ehefrau und Tochter – wurde in den Konzentrationslagern Riga-Kaiserwald und Auschwitz ermordet.
1951 kehrte Laserstein nach Deutschland zurück. Er erreichte seine Einstellung in den Justizdienst in Nordrhein-Westfalen und arbeitete zunächst als Staatsanwalt in Düsseldorf. Waren schon die von ihm verfassten, flott und unterhaltsam geschriebenen Ratgeber, in denen er etwa Beschuldigten Ratschläge für ihr Ermittlungsverfahren gab, unkonventionell für einen Justizangehörigen, so war er insbesondere wegen seines Einsatzes gegen die Wiedereinführung der Todesstrafe und für eine Reform des Homosexuellenstrafrechts (§ 175 StGB) Anfeindungen ausgesetzt. Nach kritischen Äußerungen zur Weisungsgebundenheit der Staatsanwälte wurde er 1953 als Hilfsrichter zum Landgericht Essen strafversetzt. Nachdem Laserstein im darauffolgenden Jahr die Schrift Strichjunge Karl mit realistischen Schilderungen des Strichjungen-Milieus veröffentlicht hatte, wurde er im Februar 1955 aus dem Staatsdienst entlassen. Seiner beruflichen Existenz beraubt, ersuchte er in der Benediktiner-Abtei Maria Laach westlich von Koblenz um Aufnahme. Als ihm diese verweigert wurde, nahm er sich das Leben.
Botho Laserstein wurde 1953 Vater eines Sohnes, der unehelich geboren wurde, bei einem Pastorenehepaar aufwuchs und später den Namen Laserstein annahm. Die Mutter des Jungen war Brigitte Furcht (1909–1974), mit der Botho Laserstein bereits vor 1933 in Berlin bekannt geworden war.

## Werke (Auswahl)
- Ludwig Börne oder: Die Überwindung des Judentums. Wien 1931.
- Wider den Hellseherschwindel! Der Fall des „Hellsehers“ Harschmann Steinschneider gen. Erik Jan Hanussen. Berlin 1933.
- Justizmord an Catilina. Vorbilder für Hitlers Sturz. Paris 1934.
- Gerechte Sache siegt – Wie führe ich meine Zivilprozesse? Duisburg, 1953.
- Angeklagter stehen Sie auf. Ein lustig-ernster Helfer in Strafsachen. Duisburg 1953.
- Lasst uns wieder etwas töten! Für und wider die Todesstrafe. Hamburg 1954.
- Strichjunge Karl. Hamburg 1954.